# Coupe de Biélorussie de football 2021-2022
Navigation
Coupe de Biélorussie 2020-2021 Coupe de Biélorussie 2022-2023
La Coupe de Biélorussie 2021-2022 est la 31e édition de la Coupe de Biélorussie depuis l'indépendance du pays. Elle prend place entre le 8 mai 2021 et le 21 mai 2022.
Un total de 102 équipes prennent part à la compétition, cela inclut l'intégralité des clubs de la saison 2021 des trois premières divisions biélorusses, auquel s'ajoute un club amateur.
La compétition suivant un calendrier sur deux années, contrairement à celui des championnats biélorusses qui s'inscrit sur une seule année, celle-ci se trouve de fait à cheval entre deux saisons de championnat ; ainsi pour certaines équipes promues ou reléguées durant la saison 2021, la division indiquée peut varier d'un tour à l'autre.
Le vainqueur de la coupe se qualifie pour le deuxième tour de qualification de la Ligue Europa Conférence 2022-2023 ainsi que pour l'édition 2023 de la Supercoupe de Biélorussie.
Cette édition s'achève sur la victoire du FK Homiel qui bat en finale le BATE Borisov, tenant du titre, pour s'adjuger sa troisième coupe de Biélorussie.

## Tour préliminaire
Le tour préliminaire concerne 69 des 74 équipes de la troisième division auxquelles s'ajoute l'équipe amateur de l'Ourojaïnaïa Minsk.
| Date       | Locaux                       | Score                | Visiteurs                     |
| ---------- | ---------------------------- | -------------------- | ----------------------------- |
| 8 mai 2021 | DYuSSh Stoline (D3)          | 3 - 0 forfait        | (D3) Nadejda Baranavitchy     |
| 8 mai 2021 | FK Malaryta (D3)             | 8 - 0                | (D3) Evroeksport Vyssokaïe    |
| 8 mai 2021 | Leskhoz Homiel (D3)          | 4 - 3 ap             | (D3) Vertikal Kalinkavitchy   |
| 8 mai 2021 | FK Horki (D3)                | 1 - 0                | (D3) FK Krasnapolle           |
| 8 mai 2021 | Granit Mikachevitchy (D3)    | 1 - 4                | (D3) Stenles Pinsk            |
| 8 mai 2021 | FK Drahitchyn (D3)           | 0 - 1                | (D3) Kretchet Berioza         |
| 8 mai 2021 | Gorodokskié Lvy Haradok (D3) | 7 - 0                | (D3) FK Tchachniki            |
| 8 mai 2021 | FK Miory (D3)                | 0 - 3                | (D3) FK Lepiel                |
| 8 mai 2021 | FK Sianno (D3)               | 4 - 2                | (D3) Polotsk-2019             |
| 8 mai 2021 | Montajnik Mazyr (D3)         | 2 - 1                | (D3) Boumprom Homiel          |
| 8 mai 2021 | Maladetchna-2018 (D3)        | 5 - 0                | (D3) Kolos Tcherven           |
| 8 mai 2021 | Kroupki-DRSU-164 (D3)        | 2 - 1                | (D3) Edinstvo Dziarjynsk      |
| 8 mai 2021 | Vilia Vileïka (D3)           | 0 - 5                | (D3) FK Smaliavitchy          |
| 8 mai 2021 | Stroïtel Kapyl (D3)          | 0 - 0 ap (3 - 1 tab) | (D3) Viktoria Marina Horka    |
| 8 mai 2021 | FK Ivatsevitchy (D3)         | 3 - 0                | (D3) FK Ivanava               |
| 8 mai 2021 | FK Jlobine (D3)              | 2 - 2 ap (4 - 5 tab) | (D3) FK Svietlahorsk'         |
| 8 mai 2021 | FK Berazino (D3)             | 0 - 4                | (D3) Falko Dziarjynsk         |
| 8 mai 2021 | FK Liouban (D3)              | 2 - 5                | (D3) FK Kletsk                |
| 8 mai 2021 | Grodnenski Skidal (D3)       | 1 - 0 ap             | (D3) Tchaïka Zelva            |
| 8 mai 2021 | Ochmianski Achmiany (D3)     | 1 - 0                | (D3) Smena Vawkavysk          |
| 8 mai 2021 | Brestjilstroï Brest (D3)     | 2 - 0                | (D3) Niva Dowbizna            |
| 9 mai 2021 | BGU Minsk (D3)               | 3 - 0                | (D3) Spartak Sloutsk          |
| 9 mai 2021 | FK Staryïa Darohi (D3)       | 5 - 3 ap             | (D3) FK Niasvij               |
| 9 mai 2021 | Prodtsentr Vitebsk (D3)      | 0 - 2                | (D3) Gazovik Vitebsk          |
| 9 mai 2021 | Energetik-BGATU Minsk (D3)   | 0 - 2                | (D3) Partizan Salihorsk       |
| 9 mai 2021 | FK Louninets (D3)            | 5 - 2                | (D3) Novaïa Pripiat Alchany   |
| 9 mai 2021 | Niva Talatchyn (D3)          | 3 - 1 ap             | (D3) AviaDor Orcha            |
| 9 mai 2021 | Atlant Kobryn (D3)           | 5 - 1                | (D3) FK Proujany              |
| 9 mai 2021 | FK Pastavy (D3)              | 2 - 1                | (D3) FK Hlybokaïe             |
| 9 mai 2021 | FK Astravets (D3)            | 11 - 0               | (D3) FK Slonim-Siti           |
| 9 mai 2021 | Balaïa Rus Dziatlava (D3)    | 1 - 1 ap (0 - 3 tab) | (D3) FK Masty                 |
| 9 mai 2021 | FK Svislatch (D3)            | 0 - 5                | (D3) JKK Hrodna               |
| 9 mai 2021 | Makslaïn Rahatchow (D3)      | 6 - 0                | (D3) MNPZ Mazyr               |
| 9 mai 2021 | FK Chtchoutchyn (D3)         | 1 - 2                | (D3) Tsementnik Krasnasselski |
| 9 mai 2021 | FK Ouzda (D3)                | 4 - 2                | (D4) Ourojaïnaïa Minsk        |

## Premier tour
Le premier tour voit l'entrée en lice des cinq équipes restantes de la troisième division.
| Date        | Locaux                          | Score    | Visiteurs                     |
| ----------- | ------------------------------- | -------- | ----------------------------- |
| 22 mai 2021 | Falko Dziarjynsk (D3)           | 2 - 7    | (D3) Maladetchna-2018         |
| 22 mai 2021 | Atlant Kobryn (D3)              | 3 - 2    | (D3) Kretchet Berioza         |
| 22 mai 2021 | FK Pastavy (D3)                 | 0 - 1    | (D3) Gazovik Vitebsk          |
| 22 mai 2021 | FK Svietlahorsk (D3)            | 1 - 3    | (D3) Makslaïn Rahatchow       |
| 22 mai 2021 | FK Assipovitchy (D3)            | 2 - 1    | (D3) FK Horki                 |
| 22 mai 2021 | Stenles Pinsk (D3)              | 5 - 0    | (D3) FK Louninets             |
| 22 mai 2021 | FK Lepiel (D3)                  | 3 - 1 ap | (D3) Niva Talatchyn           |
| 22 mai 2021 | SMI Avtotrans Smaliavitchy (D3) | 1 - 3    | (D3) FK Smaliavitchy          |
| 22 mai 2021 | FK Malaryta (D3)                | 4 - 2 ap | (D3) Brestjilstroï Brest      |
| 22 mai 2021 | Stroïtel Kapyl (D3)             | 2 - 1    | (D3) BGU Minsk                |
| 22 mai 2021 | FK Kletsk (D3)                  | 0 - 3    | (D3) Kronon Stowbtsy          |
| 23 mai 2021 | DYuSSh Stoline (D3)             | 2 - 8    | (D3) FK Ivatsevitchy          |
| 23 mai 2021 | Gorodokskié Lvy Haradok (D3)    | 0 - 1 ap | (D3) FK Sianno                |
| 23 mai 2021 | Leskhoz Homiel (D3)             | 4 - 1    | (D3) Montajnik Mazyr          |
| 23 mai 2021 | FK Masty (D3)                   | 3 - 5 ap | (D3) Tsementnik Krasnasselski |
| 23 mai 2021 | Partizan Salihorsk (D3)         | 5 - 1    | (D3) FK Staryïa Darohi        |
| 23 mai 2021 | JKK Hrodna (D3)                 | 0 - 2    | (D3) FK Astravets             |
| 23 mai 2021 | Spartak Chklow (D3)             | 1 - 2 ap | (D3) FK Kastsioukovitchy      |
| 23 mai 2021 | FK Ouzda (D3)                   | 5 - 1    | (D3) Kroupki-DRSU-164         |
| 23 mai 2021 | Ochmianski Achmiany (D3)        | 1 - 2 ap | (D3) Grodnenski Skidal        |

## Deuxième tour
Le deuxième tour voit l'entrée en lice de dix des onze équipes de la deuxième division, le Krumkachy Minsk faisant son apparition au tour suivant.
| Date         | Locaux                        | Score                | Visiteurs                |
| ------------ | ----------------------------- | -------------------- | ------------------------ |
| 29 mai 2021  | Makslaïn Rahatchow (D3)       | 2 - 4 ap             | (D2) Volna Pinsk         |
| 29 mai 2021  | FK Sianno (D3)                | 1 - 6                | (D2) Lokomotiv Homiel    |
| 29 mai 2021  | Gazovik Vitebsk (D3)          | 1 - 8                | (D2) Naftan Novopolotsk  |
| 29 mai 2021  | Atlant Kobryn (D3)            | 0 - 3                | (D2) Belchina Babrouïsk  |
| 29 mai 2021  | FK Ivatsevitchy (D3)          | 0 - 5                | (D2) Arsenal Dziarjynsk  |
| 29 mai 2021  | FK Astravets (D3)             | 1 - 1 ap (1 - 4 tab) | (D2) FK Baranavitchy     |
| 29 mai 2021  | FK Malaryta (D3)              | 11 - 0               | (D3) FK Kastsioukovitchy |
| 29 mai 2021  | Stenles Pinsk (D3)            | 3 - 2                | (D2) Slonim-2017         |
| 29 mai 2021  | Kronon Stowbtsy (D3)          | 1 - 4                | (D2) Dniepr Mahiliow     |
| 30 mai 2021  | Tsementnik Krasnasselski (D3) | 0 - 3                | (D3) Partizan Salihorsk  |
| 30 mai 2021  | FK Lepiel (D3)                | 0 - 1                | (D3) FK Smaliavitchy     |
| 30 mai 2021  | FK Assipovitchy (D3)          | 1 - 2                | (D3) Maladetchna-2018    |
| 30 mai 2021  | Stroïtel Kapyl (D3)           | 0 - 4                | (D2) FK Orcha            |
| 30 mai 2021  | Grodnenski Skidal (D3)        | 1 - 6                | (D2) FK Lida             |
| 16 juin 2021 | Leskhoz Homiel (D3)           | 1 - 1 ap (2 - 4 tab) | (D3) FK Ouzda            |

## Seizièmes de finale
Les seizièmes de finale voient l'entrée en lice de l'ensemble des équipes de la première division 2021.
| Date            | Locaux                  | Score                | Visiteurs                |
| --------------- | ----------------------- | -------------------- | ------------------------ |
| 22 juin 2021    | Krumkachy Minsk (D2)    | 1 - 1 ap (4 - 5 tab) | (D1) Nioman Hrodna       |
| 22 juin 2021    | FK Baranavitchy (D2)    | 1 - 6                | (D1) BATE Borisov        |
| 22 juin 2021    | Volna Pinsk (D2)        | 0 - 1                | (D1) Slavia Mazyr        |
| 22 juin 2021    | FK Orcha (D2)           | 2 - 6                | (D1) FK Homiel           |
| 22 juin 2021    | Maladetchna-2018 (D3)   | 0 - 4                | (D1) Energetik-BDU Minsk |
| 22 juin 2021    | Arsenal Dziarjynsk (D2) | 2 - 1                | (D1) FK Smarhon          |
| 22 juin 2021    | Dniepr Mahiliow (D2)    | 2 - 1                | (D1) FK Minsk            |
| 23 juin 2021    | FK Malaryta (D3)        | 1 - 2                | (D1) FK Sloutsk          |
| 23 juin 2021    | Belchina Babrouïsk (D2) | 1 - 3                | (D1) Rukh Brest          |
| 23 juin 2021    | Lokomotiv Homiel (D2)   | 3 - 3 ap (4 - 2 tab) | (D1) Isloch Minsk Raion  |
| 23 juin 2021    | FK Smaliavitchy (D3)    | 1 - 3                | (D1) FK Vitebsk          |
| 23 juin 2021    | FK Lida (D3)            | 0 - 3                | (D1) Dinamo Minsk        |
| 23 juin 2021    | Partizan Salihorsk (D3) | 2 - 2 ap (1 - 3 tab) | (D1) Spoutnik Retchytsa  |
| 10 juillet 2021 | Naftan Novopolotsk (D2) | 2 - 2 ap (4 - 5 tab) | (D1) Dinamo Brest        |
| 10 juillet 2021 | Stenles Pinsk (D3)      | 0 - 2                | (D1) Torpedo Jodzina     |
| 19 juillet 2021 | FK Ouzda (D3)           | 0 - 3                | (D1) Chakhtior Salihorsk |

## Huitièmes de finale
Les rencontres de ce tour sont jouées entre le 7 et le 9 août 2021.
Le Spoutnik Retchytsa cesse ses activités durant le mois de juillet 2021 et se retire donc de la compétition avant sa rencontre contre le Dniepr Mahiliow, qui l'emporte sur tapis vert.
| Date        | Locaux                   | Score                | Visiteurs               |
| ----------- | ------------------------ | -------------------- | ----------------------- |
| 7 août 2021 | Spoutnik Retchytsa (D1)  | Forfait              | (D2) Dniepr Mahiliow    |
| 7 août 2021 | FK Sloutsk (D1)          | 0 - 4                | (D1) Dinamo Minsk       |
| 7 août 2021 | Energetik-BDU Minsk (D1) | 0 - 4                | (D1) Nioman Hrodna      |
| 7 août 2021 | FK Vitebsk (D1)          | 0 - 0 ap (5 - 4 tab) | (D2) Arsenal Dziarjynsk |
| 8 août 2021 | Slavia Mazyr (D1)        | 1 - 2                | (D1) BATE Borisov       |
| 8 août 2021 | Dinamo Brest (D1)        | 2 - 0                | (D1) Rukh Brest         |
| 8 août 2021 | Torpedo Jodzina (D1)     | 0 - 0 ap (5 - 4 tab) | (D2) Lokomotiv Homiel   |
| 9 août 2021 | Chakhtior Salihorsk (D1) | 1 - 2 ap             | (D1) FK Homiel          |

## Quarts de finale
Les matchs aller sont joués entre le 6 et le 9 mars 2022 et les matchs retour les 12 et 13 mars suivants.
| Équipe 1           | Score | Équipe 2             | Aller | Retour |
| ------------------ | ----- | -------------------- | ----- | ------ |
| BATE Borisov (D1)  | 2 - 1 | (D1) Torpedo Jodzina | 1 - 1 | 1 - 0  |
| Dinamo Minsk (D1)  | 2 - 4 | (D1) FK Homiel       | 1 - 1 | 1 - 3  |
| Nioman Hrodna (D1) | 3 - 0 | (D1) Dniepr Mahiliow | 3 - 0 | 0 - 0  |
| FK Vitebsk (D1)    | 2 - 1 | (D1) Dinamo Brest    | 2 - 0 | 0 - 1  |

## Demi-finales
Les matchs aller sont joués les 6 et 7 avril 2022 et les matchs retour le 27 avril suivants.
| Équipe 1           | Score | Équipe 2          | Aller | Retour |
| ------------------ | ----- | ----------------- | ----- | ------ |
| FK Homiel (D1)     | 2 - 1 | (D1) FK Vitebsk   | 2 - 0 | 0 - 1  |
| Nioman Hrodna (D1) | 2 - 3 | (D1) BATE Borisov | 2 - 1 | 0 - 2  |

## Finale
La finale de cette édition oppose le BATE Borisov, double tenant du titre, au FK Homiel. Le BATE atteint à cette occasion sa onzième finale de coupe, et tente de remporter son sixième trophée, tandis qu'Homiel atteint ce stade pour la quatrième fois, s'étant imposé par deux fois en 2002 et 2011.
Le BATE prend initialement l'avantage à la 21e minute de jeu par l'intermédiaire du défenseur Jakov Filipović et mène 1-0 à la mi-temps. Homiel réagit en deuxième période à l'heure de jeu en poussant Maksim Bordachev à concéder un but contre son camp avant de prendre l'avantage quelques minutes plus tard sur un but de Sergueï Matveïtchik. Le score ne change plus par la suite et permet à Homiel de remporter sa troisième coupe nationale.
| Entraîneur :        |
| Aleksandr Mikhaîlov |

| Entraîneur :      |
| Vladimir Nevinski |

| Entraîneur :        |
| Aleksandr Mikhaîlov |

| Entraîneur :      |
| Vladimir Nevinski |